# Cetina (Croazia)
Cetina (in italiano anche Cettina, desueto) è un insediamento della Croazia di 123 abitanti che costituisce il principale centro abitato del comune di Civigliane, nella regione di Sebenico e Tenin.
Collocata nell'entroterra dalmata, si trova sulle sponde del fiume Cettina, lungo la strada che conduce da Verlicca a Tenin. Si estende per 50,98 km² ad un'altitudine di circa 380 metri, ai piedi del massiccio del Dinara.
Cetina è nota soprattutto per la presenza di uno dei più antichi monumenti dell'architettura sacra croata, la chiesa di San Salvatore, realizzata del IX secolo.
Gli agglomerati di questa frazione sono i seguenti (tra parentesi il nome in lingua italiana, spesso desueto): Dolac nad Lukovačom (Dolaz di Lucovàcia), Dražica u Lukovači (Drasizza di Lucovàcia), Jarčište (Giarciste), Lukovača (Lucovàcia), Nad Glavicom (Glavizzo), Nad Lukovačom (Villa di Lucovàcia), Njiva u Lukovači (Gniva di Lucovàcia), Podić (Podich), Podunište (Poduniste), Sjenokos (Sienocos), Unište (Uniste), Vaganac (Vaganaz) e Ždrilo (Sdrilo).